# 国民革命军第八十七军
国民革命军第八十七军是是国民革命军中央嫡系的一个军。

## 第一次组建
1938年1月，以湖南部队为基础，组建国民革命军第八十七军。属于土木系。
- 军长刘膺古（1938.1）/周祥初（1939.2)/高卓东（1941.2）/罗广文（1944.8）
- 第198师：1937年底按整理师编制调湖南4个保安团组建。师长王育瑛。1939年2月调归第五十四军。
- 第199师：1938年1月湖南保安第一、三、十、十三团4个团组建。师长罗树甲。1939年2月调归第十八军。

先后隶属于：第二十集团军(1939.2)、长江上游江防军（1942年下半年）、第十集团军（1944.8）。
第43师原属第十八军，后拨出成立第五军。1938年拨归第十八军。1939年2月转隶该军。1940年仅辖第43师。1941年增编第118师和新23师。1945年5月该军撤销。

## 第二次组建
1948年8月，青年军整编第二〇八师率所属第1、第2、第3旅，改编为第87军。驻北平，调唐山，12月12日放弃唐山调塘沽。
- 军长段沄（1948—1949.9）/王永树（1949.9—1949.10）/朱致一（1949.10—1951.3）/邹鹏奇（1951.3—1952.5）
- 副军长王晏清
- 新编第33师/第220师：师长陆静澄/顾德治
- 新编第34师/第221师：师长王永树/吴渊明
- 新编第35师/第222师：师长周雨寰/詹抑强

1949年2月由塘沽海运至淞沪，再海运至舟山。在浙东的新昌县、奉化县、天台县布防。1949年5月宁波易手后，退入宁海县、象山半岛设防。1949年7月宁象战役遭损失，海路撤退舟山。1949年8月该军残部缩编为第221师驻防登步岛，並參加登步島戰役（第221師代理師長吳淵明）。另将宁象战役退下来的交警第九总队改编成第222师隶属第87军，此时辖2个师：第221师、第222师。

### 來台後之發展

#### 第87軍部分
1950年5月舟山撤退，於高雄上岸高雄上岸時全軍點驗共15,020人。1950年6月30日，87軍221師改番為青年軍208師，並裁併222師。此時第208師(師長詹抑強)下轄下轄622、623、624團，師部駐彰化，各團在台中、彰化、南投等地擔任守備。同時撥入第23軍第211師，於1951年再納編第50軍第91師。此時第87軍共轄3個師：第91師、第208師、第211師。1951年7月，第三次中美聯席參謀會議決議，將台澎地區各軍裁撤一師，第211師裁撤，所屬官兵分撥於第91師及第208師，第211師幹部及部分第87軍幹部合組為台中師管區。1952年7月，第91師及第208師分別變更番號為第9師及第10師。
第87軍軍部則是在1954年改編為第3軍，下轄第9師（原第91師）、第10師（原第208師）、第32師（原第32軍）。其後軍所屬之師不再固定。第3軍於1976年1月1日變更番號為第11軍，於1976年8月16日再變更番號為第43軍。第43軍（台南軍）於陸精六號裁撤。

#### 青年軍第208師部分
至於青年軍第208師於變更番號為第10師後，部隊代號為「光武部隊」，於1956年移防金門，並參加八二三砲戰。1959年1月返台，並於1962年改編為輕裝師（3團制）。1969年11月15日依「嘉禾案」改編為5營制的輕裝步兵師。於1970年代初期，國軍聘請德國退役高級軍官擔任顧問（明德案），成立山地實驗部隊。1974年第10師接替第49師進駐谷關基地擔任山地實驗部隊。第10師於1976年1月1日變更番號為第38師，於1976年8月16日再變更番號為第210師。於1980年代以後固定駐防於花蓮，並於陸精四號併編預備305師（現中華民國陸軍臺東地區指揮部，前身為國民革命軍第200師），改為預備第210師。於陸精六號師部與花東防衛司令部合併，但保留第210師番號。直至1999年「精實案」後陸軍取消師級單位，「光武部隊」由花蓮第128旅（原第210師弟628旅）繼承。2004年「精進案」第128旅併入花蓮防衛指揮部，成為花防部直屬部隊，從此不再使用「光武」代號。